# Милитосян, Вардан Ишханович
Варда́н (Вартан) Ишха́нович Милитося́н (арм. Վարդան Միլիտոսյան; 8 июля 1950, Ленинакан — 29 апреля 2015, Гюмри) — советский тяжелоатлет, двукратный чемпион Европы (1976, 1978), двукратный призёр чемпионатов мира (1976, 1978), призёр Олимпийских игр (1976), четырёхкратный рекордсмен мира в толчке. Заслуженный мастер спорта СССР (1976).

## Биография
Родился 8 июля 1950 года в Ленинакане (ныне Гюмри). Начал заниматься тяжёлой атлетикой в 1964 году. С 1972 года тренировался под руководством Акопа Фараджяна. С 1975 по 1979 годы входил в состав сборной СССР, дважды становился чемпионом Европы, был серебряным призёром Олимпийских игр в Монреале и чемпионата мира в Геттисберге. Наиболее успешно выступал в толчке. В этом виде упражнений четырежды устанавливал мировые рекорды. Установил 10 рекордов СССР.
В 1980 году завершил спортивную карьеру и перешёл на тренерскую работу. Тренировал своего племянника, олимпийского чемпиона Исраела Милитосяна.